# (4717) Kaneko
(4717) Kaneko (1989 WX) – planetoida z pasa głównego asteroid okrążająca Słońce w ciągu 5,24 lat w średniej odległości 3,02 j.a. Odkryta 20 listopada 1989 roku.